# Oberliga Rheinland-Pfalz/Saar
La Oberliga Rheinland-Pfalz/Saar es una de las 14 ligas regionales de fútbol que conforman la Oberliga, la quinta división del fútbol alemán.

## Historia
Fue creada en 1978 como una de las siete ligas originales de la Oberliga con el nombre Oberliga Südwest y la conforman las federaciones de Rhine County, Saarland y el suroeste como la tercera división de Alemania y es la segunda liga en importancia de la región, solo por detrás de la Regionalliga West.
Hasta el 2008 fue una liga de tercera división hasta que en ese año nació la 3. Bundesliga y para el 2012 el equipo que logra el ascenso juega en la Regionalliga Südwest,  año en el que cambia su nombre por el actual. 

## Ediciones Anteriores
| Temporada | Club                    |
| --------- | ----------------------- |
| 1978-79   | SV Röchling Völklingen  |
| 1979-80   | Borussia Neunkirchen    |
| 1980-81   | 1. FSV Maguncia 05      |
| 1981-82   | FC Homburg              |
| 1982-83   | 1. FC Saarbrücken       |
| 1983-84   | FC Homburg              |
| 1984-85   | FSV Salmrohr            |
| 1985-86   | Wormatia Worms          |
| 1986-87   | Eintracht Trier         |
| 1987-88   | 1. FSV Maguncia 05      |
| 1988-89   | SV Edenkoben            |
| 1989-90   | 1. FSV Maguncia 05      |
| 1990-91   | Borussia Neunkirchen    |
| 1991-92   | FSV Salmrohr            |
| 1992-93   | Eintracht Trier         |
| 1993-94   | Eintracht Trier         |
| 1994-95   | 1. FC Kaiserslautern II |
| 1995-96   | SV Elversberg           |
| 1996-97   | 1. FC Kaiserslautern II |
| 1997-98   | SV Elversberg           |
| 1998-99   | FK Pirmasens            |
| 1999–2000 | Borussia Neunkirchen    |
| 2000-01   | 1. FC Kaiserslautern II |

| Temporada | Club                   |
| --------- | ---------------------- |
| 2001-02   | Borussia Neunkirchen   |
| 2002-03   | 1. FSV Maguncia 05 II  |
| 2003-04   | TuS Koblenz            |
| 2004-05   | Borussia Neunkirchen   |
| 2005-06   | FK Pirmasens           |
| 2006-07   | FSV Oggersheim         |
| 2007-08   | 1. FSV Maguncia 05 II  |
| 2008-09   | 1. FC Saarbrücken      |
| 2009-10   | FC 08 Homburg          |
| 2010-11   | SC Idar-Oberstein      |
| 2011-12   | FC 08 Homburg          |
| 2012-13   | SVN Zweibrücken        |
| 2013-14   | FK Pirmasens           |
| 2014-15   | SV Saar 05 Saarbrücken |
| 2015-16   | TuS Coblenza           |
| 2016-17   | TSV Schott Maguncia    |
| 2017-18   | FC Homburgo            |
| 2018-19   | TuS Rot-Weiß Koblenz   |
| 2019-20   | TSV Schott Maguncia    |
| 2020-21   | Cancelado              |
| 2021-22   | Wormatia Worms         |
| 2022-23   | TSV Schott Maguncia    |
| 2023-24   | Eintracht Tréveris     |

Fuente: